# Them (sitio web)
Them (estilizado como them.) es una revista en línea LGBT estadounidense lanzada en octubre de 2017 por Phillip Picardi y propiedad de Condé Nast. Su cobertura incluye cultura, moda y política LGBT.

## Historia
En 2017, Picardi, entonces director de Teen Vogue, le propuso a Anna Wintour, directora artística de Condé Nast, que la compañía creara una plataforma de medios en línea centrada en LGBT. Los editores fundadores incluyeron a Meredith Talusan, Tyler Ford y James Clarizio, y los socios de lanzamiento incluyeron a Burberry, Google, Lyft y GLAAD.
Tras el lanzamiento del sitio web, hubo cierta controversia sobre su nombre (que significa «ellos/ellas» en inglés, aunque también se puede traducir como «elle»), que algunos consideraron un ejemplo despectivo de «otro». El nombre se deriva de como en inglés el pronombre singular them no tiene género, por lo que se utiliza como un término neutro, incluso de manera singular, enfatizando un enfoque de neutralidad de género incluso en su cobertura de moda.
Picardi dejó Them y Condé Nast en el otoño de 2018 para comenzar a trabajar como editor en jefe de la revista Out. Whembley Sewell fue nombrado nuevo editor ejecutivo en 2019. En octubre de 2021, Sarah Burke se convirtió en la nueva editora en jefe de Them.
En 2020, Them organizó dos eventos virtuales del Mes del Orgullo, Themfest y Out Now Live. Out Now Live, su evento virtual del orgullo gay de junio de 2020, incluyó discursos, historia LGBT y actuaciones musicales. Fue producido en colaboración con Pitchfork.